# مايكل بروكس (معلق سياسي)
مايكل جمال بروكس (13 أغسطس 1983-20 يوليو 2020)  كان مقدم برنامج حواري أمريكي وكاتب ومعلق سياسي وممثل كوميدي..شارك بروكس في العديد من وسائل الإعلام ، بما في ذلك هافينغتون بوست ، واشنطن بوست ، قناة الجزيرة ، أوبن ديموكرسي .

## النشأة والتعليم
ولد بروكس في بروكلين ، نيويورك لأمه دونا بروكس والأب جلين بروكس ، ونشأ في مقاطعة هامبشاير ، ماساتشوستس . ظهرت أخته الصغرى ليشا في بث يحيي ذكرى حياة شقيقها في The Majority Report في 22 يوليو 2020 ، ومنذ ذلك الحين شاركت في استضافة برنامج The Michael Brooks Show .
انخرط في السياسة الراديكالية في سن مبكرة ، وانضم إلى منظمة الشباب الفوضوي الثوري في نورثهامبتون (RAY) في سن الحادية عشرة. لقد طور أيضًا اهتمامًا بالبوذية ، حيث شارك في جمعية التأمل البصيرة واستمر في المشاركة بانتظام في الخلوات الصامتة التي تستغرق أسبوعًا سنويًا.
التحق بروكس بمدرسة نورث ستار للتعلم الذاتي للمراهقين ومدرسة بايونير فالي للفنون المسرحية العامة . تم قبول بروكس في كلية لندن للاقتصاد ، لكنه اختار عدم الذهاب لأنه وجد أن اهتماماته كانت في مكان آخر. قضى عامًا في كلية بنينجتون  قبل إنتقاله وحصوله على بكالوريوس الآداب في العلوم السياسية من كلية بيتس في عام 2009. أمضى بروكس سنته الأولى في الخارج في دراسة الدراسات الأمنية الأوروبية والتركية في جامعة الشرق الأوسط التقنية في أنقرة في تركيا.

## الوفاة
في 20 يوليو 2020 ، توفي بروكس بشكل غير متوقع عن عمر يناهز 36 عامًا. وذكر بيان صحفي أن سبب الوفاة هو «حالة طبية مفاجئة». في تقرير الأغلبية ، أخت بروكس ، ليشا ، ذكرت أن سبب الوفاة كان جلطة دموية . في وقت لاحق تم اكتشاف أن بروكس مات بسبب انصمام رئوي . بعد إجراء مزيد من الفحوصات الطبية ، اكتشف أن لديه عاملين وراثيين منفصلين لزيادة التجلط.[بحاجة لمصدر].